# John Bella
Pour les articles homonymes, voir Bella.
John Bella – pseudonyme de Jorge Marques Bela – est un écrivain angolais né le 30 septembre 1968 dans la municipalité de Sambizanga, (province de Luanda).
Poète, il publie également des livres pour enfants. Dans As orelhas do Coelho (Les oreilles du Lapin) publié en 2007, John Bella veut transmettre aux enfants les valeurs morales du respect des adultes, particulièrement des enseignants et des parents. Il souhaite que chaque adulte agisse pour l’éducation des enfants.

## Œuvres
- 2007 : As orelhas do Coelho